# Tom Rosenberg
Tom Rosenberg est un producteur de cinéma américain né à Chicago (Illinois).

## Biographie
Tom Rosenberg naît à Chicago, il est le fils de Thomas Rosenberg, lui-même fils d'immigrés d'Europe de l'Est devenu juge dans le comté de Cook (Illinois).
Il crée Beacon Entertainment en 1989, qui produira par exemple Les Commitments en 1991. En 1994, Beacon est racheté et Rosenberg démissionne pour fonder Lakeshore Entertainment avec Ted Tannebaum.

## Filmographie
- 1991 : Les Commitments d'Alan Parker
- 1991 : Section 44 de Keith Gordon
- 1993 : Revocator (en) (Sugar Hill) de Leon Isacho (en)
- 1994 : Aux bons soins du docteur Kellogg d'Alan Parker
- 1994 : Princesse Caraboo de Michael Austin
- 1996 : Kids in the Hall Brain Candy de Kelly Makin
- 1996 : Box of Moonlight de Tom DiCillo
- 1997 : Obsessions torrides de Mark Pellington
- 1997 : Une vraie blonde de Tom DiCillo
- 1997 : L'Amour de ma vie de Scott Winant
- 1998 : Phoenix de Danny Cannon
- 1998 : Arlington Road de Mark Pellington
- 1998 : Secrets, mensonges et ... mariage de Theresa Connelly
- 1998 : L'Héritage de Malcolm de Stephen Gyllenhaal
- 1999 : 200 Cigarettes de Risa Bramon Garcia
- 1999 : Hurricane Carter de Norman Jewison
- 1999 : Just Married (ou presque) de Garry Marshall
- 2000 : D'un rêve à l'autre d'Alain Berliner
- 2000 : Un couple presque parfait de John Schlesinger
- 2000 : Intuitions de Sam Raimi
- 2000 : Un automne à New York de Joan Chen
- 2001 : La Prophétie des ombres de Mark Pellington
- 2003 : La Couleur du mensonge de Robert Benton
- 2003 : Underworld de Len Wiseman
- 2003 : En chantant derrière les paravents d'Ermanno Olmi
- 2004 : Suspect Zero de E. Elias Merhige
- 2004 : Million Dollar Baby de Clint Eastwood
- 2004 : Rencontre à Wicker Park de Paul McGuigan (réalisateur)
- 2005 : Æon Flux de Karyn Kusama
- 2005 : She's the Man de Andy Fickman
- 2005 : La Crypte de Bruce Hunt
- 2005 : L'Exorcisme d'Emily Rose de Scott Derrickson
- 2005 : Underworld 2 de Len Wiseman
- 2006 : Le Pacte du sang de Renny Harlin
- 2006 : Last Kiss de Tony Goldwyn
- 2006 : The Dead Girl de Karen Moncrieff
- 2006 : Hyper Tension de Mark Neveldine et Brian Taylor
- 2006 : Le Goût du sang de Katja von Garnier
- 2007 : Festin d'amour de Robert Benton
- 2007 : Elegy de Isabel Coixet
- 2007 : Pathology de Marc Schölermann
- 2008 : Henry Poole de Mark Pellington
- 2008 : Midnight Meat Train de Ryûhei Kitamura
- 2008 : Intraçable de Gregory Hoblit
- 2009 : Underworld 3 de Patrick Tatopoulos
- 2009 : L'Abominable Vérité de Robert Luketic
- 2009 : Fame de Kevin Tancharoen
- 2009 : Ultimate Game de Mark Neveldine et Brian Taylor
- 2009 : Hyper Tension 2 de Mark Neveldine et Brian Taylor
- 2011 : Recherche Bad Boys désespérément de Julie Anne Robinson
- 2011 : La Défense Lincoln de Brad Furman
- 2012 : Disparue de Heitor Dhalia
- 2012 : Les Derniers Affranchis de Fisher Stevens
- 2012 : Underworld : Nouvelle Ère de Måns Mårlind et Bjorn Stein
- 2014 : Blackout total  de Steven Brill
- 2014 : I, Frankenstein de Stuart Beattie
- 2016 : Underworld: Next Generation d'Anna Foerster
- 2016 : The Boy de William Brent Bell
- 2018 : Peppermint de Pierre Morel

## Distinctions
- Oscars 2005 : Oscar du meilleur film pour Million Dollar Baby, conjointement avec Clint Eastwood et Albert S. Ruddy